# Großer Markt 16 (Perleberg)

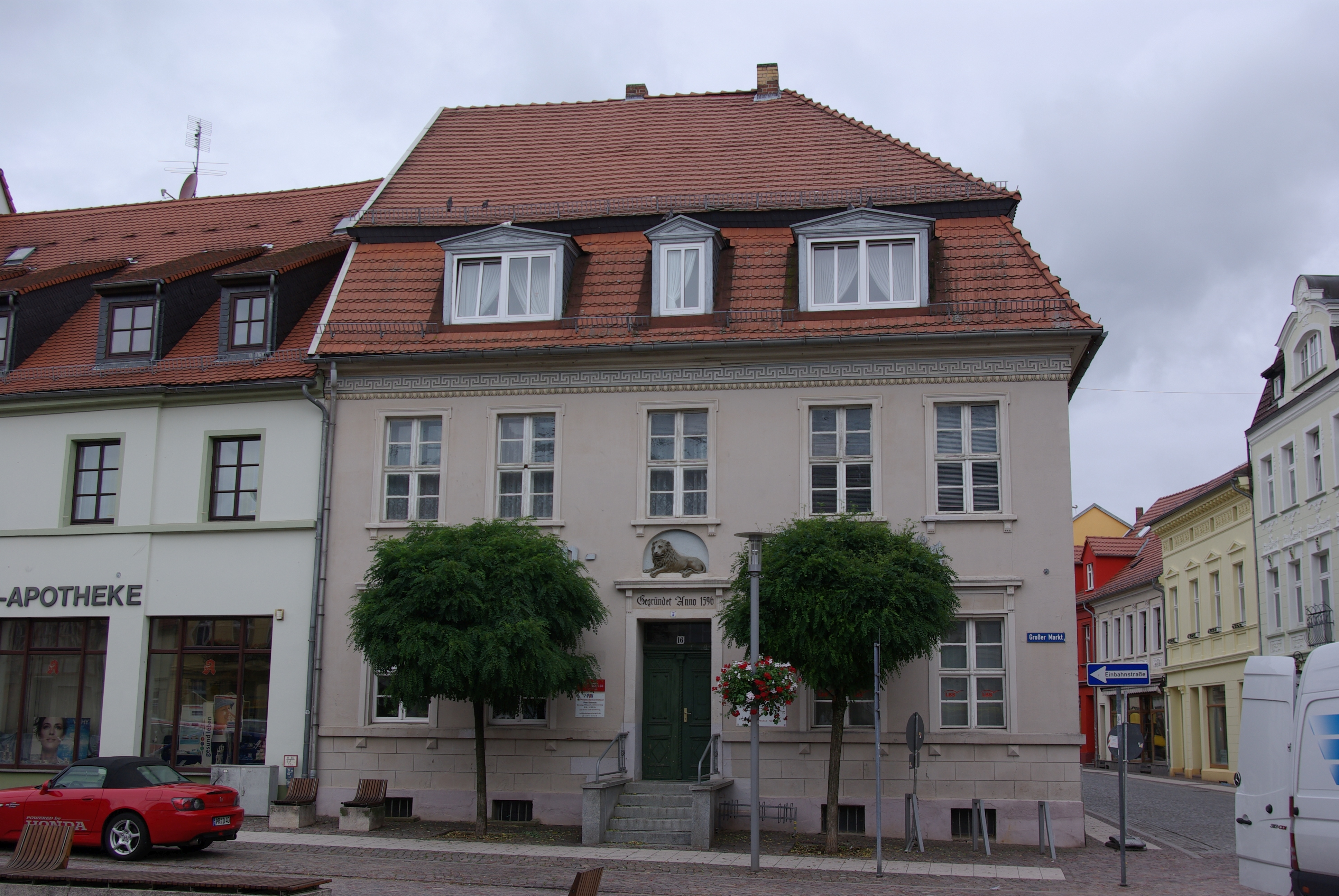
Das Haus Großer Markt 16

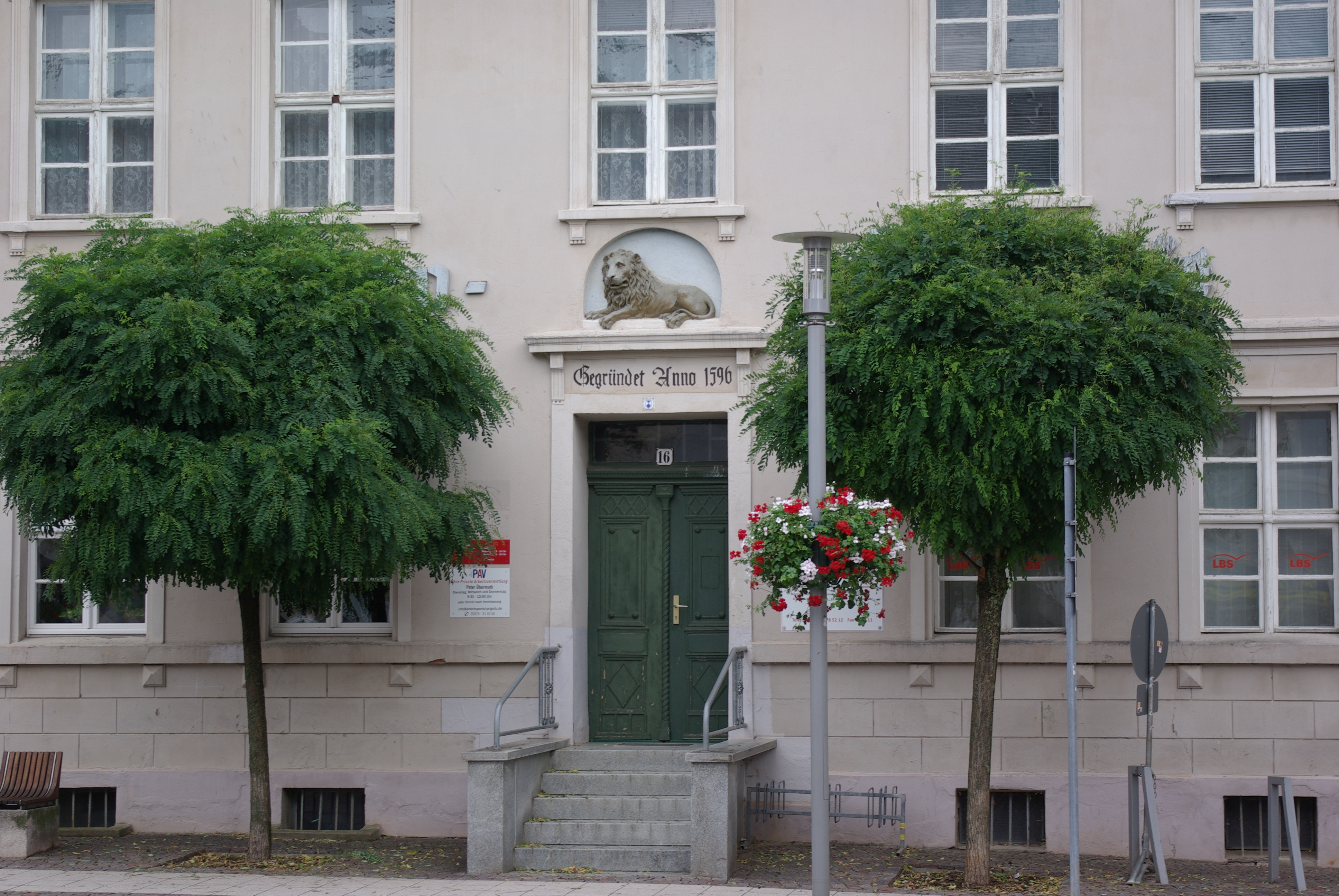
Der Eingang des Hauses Großer Markt 16

Das Haus Großer Markt 16 steht in Perleberg im Landkreis Prignitz in Brandenburg. Das denkmalgeschützte Gebäude ist ein Werk des Frühklassizismus und prägt das Bild des Großen Marktes.

## Geschichte
Im Jahre 1596 wurde die erste Apotheke in Perleberg im Rathaus gegründet. 1642 wurde für die Apotheke am Großen Markt das Ratsprivileg erteilt. Dieses Privileg wurde 1652 vom damaligen Kurfürsten Friedrich Wilhelm bestätigt. Beim Stadtbrand 1807 wurde auch die Apotheke zerstört. Der Apotheker Ludwig Friedrich Schultze, dessen Familie die Apotheke seit den 1770er Jahren betrieb, ließ das Haus 1809 neu erbauen. Die Apotheke wird seitdem „Rats- und Löwen-Apotheke“ genannt. Nach dem Zweiten Weltkrieg erfolgte 1953 die Verstaatlichung. Um das Jahr 1970 wurden die Apotheke und das benachbarte Haus Großer Markt 17 umgebaut. Die Nutzung endete 1991. Die Apotheke befindet sich heute unter der alten Bezeichnung „Löwenapotheke“ im Haus Großer Markt 17.

## Beschreibung
Das Haus befindet sich an der Ecke zur Poststraße. Es ist ein zweigeschossiger, massiver Bau mit einem Mansardwalmdach. Die Fassade zum Großen Markt hin ist symmetrisch und hat fünf Fensterachsen. In der mittleren Achse befindet sich der Eingang, davor liegt eine kurze Freitreppe. Über dem gerahmten, von einer geraden Verdachung auf zwei Konsolen bekrönten Eingang befindet sich ein Bogenfeld mit der Reliefdarstellung eines Löwen, unter der die Inschrift Gegründet Anno 1596. angebracht ist. Die Fassade ist mit klassizistischem Dekor aus Stuck versehen. Unter dem Dach befinden sich ein Eierstab- und Mäanderfries.
Im Inneren hat sich noch die bauzeitliche Treppe erhalten. Diese ist durch mehrere Podeste unterbrochen. Links befinden sich Ladenräume, rechts Büroräume. Die ehemaligen Wohnräume im Obergeschoss werden als Büro genutzt. Im mit Gauben beleuchteten Dachgeschoss befanden sich ebenfalls Wohnungen. Der Keller ist mit Kappengewölben versehen.
In der Poststraße befindet sich ein Seitenflügel, die Fassadengliederung entspricht der Ansicht zum Großen Markt. Auch hier sind Büroräume untergebracht. Im Hof befindet sich im Obergeschoss eine Galerie mit Geländer.